# Korejské jazyky
Korejské jazyky jsou jazykovou rodinou, do které patří korejština (často bývá uváděna jako jazyk izolovaný), čedžuština (někdy se bere jako dialekt korejštiny) a další vymřelé jazyky korejského poloostrova.
Je možná spojitost mezi korejskými jazyky a jazyky japonsko-rjúkjúskými, altajskými a drávidskými.

## Historie
Patřily sem starší verze korejštiny, z nichž se moderní korejština vyvinula. Jsou jimi:
- Proto-korejština (před 1. stoletím)
- Starokorejština (1–10. století)
- Střední korejština (10–16. století)

Dále sem patřily jazyky dávné Koreje (viz klasifikace).

### Korejské jazyky dnes
Dnes už existují jen dva živé korejské jazyky: korejština a čedžuština. Někdy se ovšem bere čedžuština pouze jako dialekt korejštiny, v tom případě by byla korejština jediný živý korejský jazyk a byla by izolovaná.

## Klasifikace
(Znak † značí mrtvý jazyk.)
- Sillské jazyky
  - Korejština[1]
  - Čedžuština[3]
- Pujoské jazyky
  - Kočoson †
  - Jemek †
  - Pujo †
  - Kogurjo †
    - Pekče † (vychází z kogurja)

Někdy se sem řadí jazyk gaya †.